# Кошаркашки савез Кине
Кошаркашки савез Кине, често скраћено CBA, национална је непрофитна спортска организација у Кини. Представља Кину у Међународној кошаркашкој федерацији (FIBA) и FIBA Азији, као и кошарку као спорт у Кинеској спортској федерацији.

## Управљање
Кошарком у Кини званично управљају Кинески центар за управљање кошарком (CBMC), одељење Државне опште управе за спорт и ЦБА, која је национална невладина спортска организација и непрофитна асоцијација. У пракси су исти званичници у обе организације, осигуравајући владину контролу над наводно комерцијалним пословањем.
Легенда кинеске кошарке и власник Шангајских ајкула Јао Минг већ дуго има амбиције да реформише структуру кинеске кошарке како би се отклонили недостатци у управљању тимовима, развоју, тренингу и објектима и учинила је комерцијално успешнијом. Као члан -а, сваке године неуспешно предлаже реформе од 2013. године.
У фебруару 2017. на националном конгресу CBA, Јао је једногласно изабран за председника удружења - први пут да је неслужбеник икада заузео ту функцију. Пет дана након преузимања функције, Јао је поднео ЦБА предлог који се састоји од три велике реформе: поделити лигу на две конференције и повећати број утакмица; ограничити време које су играчи провели на тренингу за национални тим и усвојити систем позива који користи НБА; и ставио лимит на време игре не-кинеских азијских играча.
Наводно је план одбијен и утихнуо. Међутим, бар један од предлога је на крају примењен - проширење распореда ЦБА лиге са 36 на 46 утакмица.